# Copa Libertadores 2007
W czterdziestej ósmej edycji Copa Libertadores udział wzięło 38 klubów reprezentujących wszystkie kraje zrzeszone w CONMEBOL oraz Meksyk, będący członkiem CONCACAF. Dwa najsilniejsze państwa, Brazylia i Argentyna, wystawiły najwięcej klubów – Brazylia 6, a Argentyna 5. Reszta państw wystawiła w turnieju po 3 kluby.
Broniący tytułu klub Internacional Porto Alegre odpadł już w fazie grupowej, ustępując pola argentyńskiemu klubowi CA Vélez Sarsfield oraz urugwajskiemu klubowi Club Nacional de Football. Pogromcy obrońców tytułu niewiele zwojowali w turnieju. Vélez Sársfield odpadł już w 1/8 finału, wyeliminowany przez późniejszego triumfatora Boca Juniors. Nacional dotarł szczebel wyżej, bo do ćwierćfinału, gdzie nie dał rady kolumbijskiej drużynie Cúcuta Deportivo.
W rundzie wstępnej 48 edycji Copa Libertadores 12 klubów podzielono na 6 par. Zwycięzcy dwumeczów awansowali do fazy grupowej.
W fazie grupowej 32 kluby podzielono na 8 grup liczących po 4 drużyny. Do 1/8 finału awansowały po dwa najlepsze kluby z każdej grupy.
W 1/8 finału wylosowano osiem par, które wyłoniły ośmiu ćwierćfinalistów. W ćwierćfinale wylosowano cztery pary, które wyłoniły czterech półfinalistów. W półfinale dwie pary wyłoniły dwóch finalistów.
Tylko Urugwaj i Brazylia wprowadziły do ćwierćfinału po dwa kluby. Argentyna, Kolumbia, Meksyk i Paragwaj miały w ćwierćfinale po jednej drużynie. W półfinale Brazylia wciąż miała dwa kluby, natomiast Urugwaj ani jednego. W walce o finał Grêmio Porto Alegre okazał się lepszy od Santosu FC, a argentyński Boca Juniors pokonał kolumbijski klub Cúcuta Deportivo. W finale Boca Juniors okazał się zdecydowanie lepszy od Grêmio, wygrywając oba mecze i aplikując rywalom 5 goli, nie tracąc przy tym ani jednego.
Najsłabiej w tej edycji turnieju spisały się kluby z Boliwii, Ekwadoru i Peru, z których żaden nie zdołał awansować do 1/8 finału.

## 1/32 finału: Runda wstępna
| Club América – Club Sporting Cristal 5:0 i 1:2 - 24.01 1:0 Óscar Rojas, 20, 2:0 Salvador Cabañas 42, 3:0 Cuauhtémoc Blanco 48, 4:0 Salvador Cabañas 66, 5:0 Salvador Cabañas 81 - 31.01 0:1 Miguel Villalta 76, 0:2 Gabriel García Reyes 79, 1:2 Luis Saritama 84 - pierwszy mecz w Toluce |
| CA Vélez Sarsfield – Danubio FC 3:0 i 2:1 - 30.01 1:0 Mauro Zárate 13, 2:0 Gustavo Alberto Balvorín 48, 3:0 Maximiliano Pellegrino 75 - 06.02 1:0 Lucas Castromán 38, 1:1 Christian Stuani 45, 2:1 Iván Moreno y Fabianesi 75 - drugi mecz na stadionie klubu Club Nacional de Football    |
| Táchira San Cristóbal – Deportes Tolima 1:2 i 0:2 - 30.01 1:0 Ruberth Morán 37, 1:1 Jorge Perlaza 44, 1:2 Jhon Charría 75k - 08.02 0:1 Gustavo Humberto Savoia 19, 0:2 Jorge Perlaza 67 - pierwszy mecz w Maracaibo                                                                        |
| Club Blooming – Santos FC 0:1 i 0:5 - 31.01 0:1 Pedro Silva 48 - 07.02 0:1 Cléber Santana 2, 0:2 Cléber Santana 28, 0:3 Rodrigo Tiuí 36, 0:4 Marcos Aurélio 76, 0:5 Rodrigo Tiuí 83 |
| Tacuary FC – LDU Quito 1:1 i 0:3 - 01.02 1:0 David Villalba 38, 1:1 Patricio Urrutia 64 - 06.02 0:1 Joffre Guerrón 24, 0:2 Patrocinio Samudio 54s, 0:3 Paul Ambrossi 70 |
| CD Cobreloa – Paraná Clube 0:2 i 1:1 - 01.02 0:1 Henrique Dias 15, 0:2 Josiel 88 - 07.02 0:1 Lima 75, 1:1 Rodrigo Mannara 89 |

## 1/16 finału: Faza grupowa

### Grupa 1
| 20.02 CD El Nacional – Club América 1:2 (1:1) - 1:0 Christian Benítez 27, 1:1 Santiago Fernández 41, 1:2 Germán Villa 46                                                                          |
| 20.02 Club Libertad – CA Banfield 1:0 (0:0) - 1:0 Cristian Riveros 85 |
| 27.02 CA Banfield – CD El Nacional 4:1 (3:1) - 1:0 Darío Cvitanich 8, 2:0 Martín Ezequiel Andrizzi 24, 2:1 Walter Richard Calderón 22, 3:1 Martín Ezequiel Andrizzi 29, 4:1 Cristián Lucchetti 65 |
| 01.03 Club América – Club Libertad 1:4 (1:3) - 0:1 Sergio Aquino 3, 0:2 Pedro Benítez 21, 1:2 Nelson Cuevas 43, 1:3 Hernán Rodrigo López 45+1, 1:4 Pedro Benítez 79                               |
| 06.03 CD El Nacional – Club Libertad 1:1 (0:0) - 1:0 Walter Richard Calderón 68, 1:1 Hernán Rodrigo López 78                                                                                      |
| 07.03 Club América – CA Banfield 4:0 (2:0) - 1:0 Óscar Rojas 12, 2:0 Salvador Cabañas 23, 3:0 Salvador Cabañas49, 4:0 Juan Carlos Mosqueda 52                                                     |
| 21.03 CA Banfield – Club América 3:1 (2:0) - 1:0 Josemir Lujambio 26, 2:0 Josemir Lujambio 39, 3:0 Darío Cvitanich 70, 3:1 Salvador Cabañas 86                                                    |
| 22.03 Club Libertad – CD El Nacional 1:0 (1:0) - 1:0 Carlos Bonet 10 |
| 03.04 CD El Nacional – CA Banfield 0:1 (0:0) - 0:1 Daniel Eduardo Quinteros 79 |
| 11.04 Club Libertad – Club América 1:2 (1:0) - 1:0 Hernán Rodrigo López 7k, 1:1 Salvador Cabañas 63, 1:2 Salvador Cabañas 71                                                                      |
| 18.04 CA Banfield – Club Libertad 0:1 (0:0) - 0:1 Vladimir Marín 55 |
| 18.04 Club América – CD El Nacional 2:1 (1:1) - 0:1 Walter Ayoví 17, 1:1 Salvador Cabañas 30, 2:1 Santiago Fernández 67                                                                           |

| Klub           | Mecze | Zw | Rem | Por | Pkt | BrZd | BrStr |
| -------------- | ----- | -- | --- | --- | --- | ---- | ----- |
| Club Libertad  | 6     | 4  | 1   | 1   | 13  | 9    | 4     |
| Club América   | 6     | 4  | 0   | 2   | 12  | 12   | 10    |
| CA Banfield    | 6     | 3  | 0   | 3   | 9   | 8    | 8     |
| CD El Nacional | 6     | 0  | 1   | 5   | 1   | 4    | 11    |

### Grupa 2
| 14.02 Audax Italiano – São Paulo FC 0:0 - mecz rozegrany został na stadionie klubu CD Universidad Católica                                                                                              |
| 20.02 Alianza Lima – Necaxa Aguascalientes 1:2 (0:2) - 0:1 Alfredo Moreno 17, 0:2 Juan Manuel Salgueiro 32, 1:2 Martín Ligüera 57                                                                       |
| 28.02 Necaxa Aguascalientes – Audax Italiano 2:0 (1:0) - 1:0 Kléber Pereira 6, 2:0 Aarón Padilla 67 |
| 28.02 São Paulo FC – Alianza Lima 4:0 (1:0) - 1:0 Alex Silva 13, 2:0 Leandro 57, 3:0 Alex Silva 78, 4:0 Júnior 86                                                                                       |
| 13.03 Alianza Lima – Audax Italiano 1:3 (0:1) - 0:1 Carlos Villanueva Rolland 44, 1:1 Roberto Enrique Silva 67, 1:2 Roberto Cereceda 81, 1:3 Rodolfo Antonio Moya 88                                    |
| 21.03 Necaxa Aguascalientes – São Paulo FC 2:1 (0:1) - 0:1 Jadílson 40, 1:1 Kléber Pereira 62, 2:1 Juan Manuel Salgueiro 70                                                                             |
| 27.03 Audax Italiano – Alianza Lima 1:0 (1:0) - 1:0 Rodolfo Antonio Moya 26 |
| 04.04 São Paulo FC – Necaxa Aguascalientes 3:0 (1:0) - 1:0 Souza 11, 2:0 Miranda 56, 3:0 Hugo 72 |
| 11.04 Audax Italiano – Necaxa Aguascalientes 2:1 (1:0) - 1:0 Rodolfo Antonio Moya 23, 1:1 Juan Manuel Salgueiro 53, 2:1 Miguel Ángel Romero 62 - mecz rozegrany został na stadionie klubu CSD Colo-Colo |
| 18.04 Alianza Lima – São Paulo FC 0:1 (0:1) - 0:1 Borges 45+1 |
| 25.04 Necaxa Aguascalientes – Alianza Lima 2:0 (1:0) - 1:0 Kléber Pereira 7, 2:0 Juan Manuel Salgueiro 48                                                                                               |
| 25.04 São Paulo FC – Audax Italiano 2:2 (1:0) - 1:0 Richarlyson 7, 1:1 Franco Di Santo 59, 2:1 Aloísio Chulapa 68, 2:2 Carlos Villanueva Rolland 72                                                     |

| Klub                  | Mecze | Zw | Rem | Por | Pkt | BrZd | BrStr |
| --------------------- | ----- | -- | --- | --- | --- | ---- | ----- |
| Necaxa Aguascalientes | 6     | 4  | 0   | 2   | 12  | 9    | 7     |
| São Paulo FC          | 6     | 3  | 2   | 1   | 11  | 11   | 4     |
| Audax Italiano        | 6     | 3  | 2   | 1   | 11  | 8    | 6     |
| Alianza Lima          | 6     | 0  | 0   | 6   | 0   | 2    | 13    |

### Grupa 3
| 13.02 Cúcuta Deportivo – Deportes Tolima 0:0 |
| 15.02 Cerro Porteño – Grêmio Porto Alegre 0:1 (0:0) - 0:1 Lucas 52 |
| 27.02 Grêmio Porto Alegre – Cúcuta Deportivo 0:0 |
| 07.03 Deportes Tolima – Cerro Porteño 1:0 (0:0) - 1:0 Carlos Darwin Quintero 63 |
| 13.03 Cúcuta Deportivo – Cerro Porteño 1:1 (0:0) - 0:1 César Augusto Ramírez 46, 1:1 Blas Pérez 81 |
| 15.03 Deportes Tolima – Grêmio Porto Alegre 1:0 (1:0) - 1:0 Jorge Perlaza 33 |
| 20.03 Cerro Porteño – Cúcuta Deportivo 2:1 (0:1) - 0:1 Blas Pérez 35k, 1:1 César Augusto Ramírez 51, 2:1 Alejandro Damián Da Silva 65 - mecz rozegrany został w Ciudad del Este                                            |
| 27.03 Grêmio Porto Alegre – Deportes Tolima 1:0 (1:0) - 1:0 Tuta 21 |
| 10.04 Cerro Porteño – Deportes Tolima 1:0 (1:0) - 1:0 Gustavo Morínigo 80 |
| 11.04 Cúcuta Deportivo – Grêmio Porto Alegre 3:1 (1:0) - 1:0 Rubén Darío Bustos 43, 1:1 Walter José Moreno 51s, 2:1 Blas Pérez 74, 3:1 Alex del Castillo 88                                                                |
| 24.04 Deportes Tolima – Cúcuta Deportivo 3:4 (1:2) - 0:1 Alex del Castillo 19, 1:1 Jhon Charría 37, 1:2 Juan Manuel Martínez 40, 2:2 Carlos Darwin Quintero 48, 3:2 Jhon Charría 63k, 3:3 Blas Pérez 70, 3:4 Blas Pérez 85 |
| 24.04 Grêmio Porto Alegre – Cerro Porteño 1:0 (0:0) - 1:0 Everton 69 |

| Klub                | Mecze | Zw | Rem | Por | Pkt | BrZd | BrStr |
| ------------------- | ----- | -- | --- | --- | --- | ---- | ----- |
| Grêmio Porto Alegre | 6     | 3  | 1   | 2   | 10  | 4    | 4     |
| Cúcuta Deportivo    | 6     | 2  | 3   | 1   | 9   | 9    | 7     |
| Deportes Tolima     | 6     | 2  | 1   | 3   | 7   | 5    | 6     |
| Cerro Porteño       | 6     | 2  | 1   | 3   | 7   | 4    | 5     |

### Grupa 4
| 13.02 CS Emelec – CA Vélez Sarsfield 0:1 (0:1) - 0:1 Marcelo Bustamante 13                                                                                               |
| 21.02 Club Nacional de Football – Internacional Porto Alegre 3:1 (0:1) - 0:1 Martín Hidalgo 37, 1:1 Diego Vera 72, 2:1 Javier Delgado 75, 3:1 Jorge Andrés Martínez 90+2 |
| 28.02 CA Vélez Sarsfield – Club Nacional de Football 1:1 (1:0) - 1:0 Damián Ariel Escudero 45, 1:1 Diego Vera 47                                                         |
| 28.02 Internacional Porto Alegre – CS Emelec 3:0 (1:0) - 1:0 Perdigão 26, 2:0 Índio 55, 3:0 Alexandre Pato 66                                                            |
| 14.03 CA Vélez Sarsfield – Internacional Porto Alegre 3:0 (1:0) - 1:0 Lucas Castromán 16, 2:0 Damián Ariel Escudero 21, 3:0 Damián Ariel Escudero 81                     |
| 22.03 CS Emelec – Club Nacional de Football 1:0 (0:0) - 1:0 Carlos Andrés Quiñónez 89                                                                                    |
| 28.03 Internacional Porto Alegre – CA Vélez Sarsfield 0:0 |
| 03.04 Club Nacional de Football – CS Emelec 3:1 (3:0) - 1:0 Agustín Viana 18, 2:0 Javier Delgado 31, 3:0 Carlos Alberto Juárez 45, 3:1 Jerónimo Morales Neumann 90       |
| 10.04 CS Emelec – Internacional Porto Alegre 1:2 (1:1) - 0:1 Iarley 36, 1:1 Michael Arroyo 45, 1:2 Alexandre Pato 51                                                     |
| 12.04 Club Nacional de Football – CA Vélez Sarsfield 2:0 (1:0) - 1:0 Diego Godín 34, 2:0 Gonzalo Castro 77                                                               |
| 19.04 Internacional Porto Alegre – Club Nacional de Football 1:0 (0:0) - 1:0 Fernandão 80                                                                                |
| 19.04 CA Vélez Sarsfield – CS Emelec 1:0 (0:0) - 1:0 Damián Ariel Escudero 64                                                                                            |

| Klub                       | Mecze | Zw | Rem | Por | Pkt | BrZd | BrStr |
| -------------------------- | ----- | -- | --- | --- | --- | ---- | ----- |
| CA Vélez Sarsfield         | 6     | 3  | 2   | 1   | 11  | 6    | 3     |
| Club Nacional de Football  | 6     | 3  | 1   | 2   | 10  | 9    | 5     |
| Internacional Porto Alegre | 6     | 3  | 1   | 2   | 10  | 7    | 7     |
| CS Emelec                  | 6     | 1  | 0   | 5   | 3   | 3    | 10    |

### Grupa 5
| 14.02 Real Potosí – CR Flamengo 2:2 (2:0) - 1:0 Carlos Monteiro 13, 2:0 Rubén Darío Aguilera 43, 2:1 Roni 48, 2:2 Obina 66                                           |
| 15.02 UA Maracaibo – Paraná Clube 2:4 (1:1) - 0:1 Josiel 37, 1:1 Daniel Arismendi 44, 1:2 Dinélson 55, 1:3 Henrique Dias 56, 2:3 Cristián Cásseres 66, 2:4 Gerson 67 |
| 21.02 Paraná Clube – Real Potosí 2:0 (0:0) - 1:0 Dinélson 62, 2:0 Daniel Marques 73                                                                                  |
| 21.02 CR Flamengo – UA Maracaibo 3:1 (3:0) - 1:0 Renato Abreu 16, 2:0 Souza 36, 3:0 Obina 45, 3:1 Daniel Arismendi 89                                                |
| 13.03 UA Maracaibo – Real Potosí 1:1 (0:0) - 0:1 Darwin Peña 65, 1:1 Pedro Fernández 73                                                                              |
| 14.03 Paraná Clube – CR Flamengo 0:1 (0:1) - 0:1 Renato Abreu 24 |
| 20.03 Real Potosí – UA Maracaibo 2:2 (2:1) - 1:0 Carlos Monteiro 13k, 1:1 Cristián Cásseres 37, 2:1 Carlos Monteiro 41, 2:2 Orlando Enrique Ballesteros 57           |
| 21.03 CR Flamengo – Paraná Clube 1:0 (0:0) - 1:0 Souza 85 |
| 04.04 UA Maracaibo – CR Flamengo 1:2 (0:1) - 0:1 Renato Abreu 12, 1:1 Paulinho 76s, 1:2 Renato Augusto 81                                                            |
| 10.04 Real Potosí – Paraná Clube 3:1 (1:1) - 1:0 Edemir Rodríguez 23, 1:1 Gerson 29, 2:1 Fernando Daniel Brandán 69, 3:1 Carlos Monteiro 74                          |
| 18.04 CR Flamengo – Real Potosí 1:0 (1:0) - 1:0 Souza 12 |
| 18.04 Paraná Clube – UA Maracaibo 2:1 (2:0) - 1:0 Egídio 7, 2:0 Beto 14, 2:1 Julio César Machado 70                                                                  |

| Klub         | Mecze | Zw | Rem | Por | Pkt | BrZd | BrStr |
| ------------ | ----- | -- | --- | --- | --- | ---- | ----- |
| CR Flamengo  | 6     | 5  | 1   | 0   | 16  | 10   | 4     |
| Paraná Clube | 6     | 3  | 0   | 3   | 9   | 9    | 8     |
| Real Potosí  | 6     | 1  | 3   | 2   | 6   | 8    | 9     |
| UA Maracaibo | 6     | 0  | 2   | 4   | 2   | 8    | 14    |

### Grupa 6
| 22.02 Caracas FC – LDU Quito 1:0 (0:0) - 1:0 Alejandro Guerra 75 |
| 22.02 CSD Colo-Colo – River Plate 1:2 (0:1) - 0:1 Leonardo Ponzio 45, 0:2 Ernesto Farías 54, 1:2 Humberto Suazo 60                                                                              |
| 07.03 LDU Quito – CSD Colo-Colo 3:1 (0:1) - 0:1 Humberto Suazo 31, 1:1 Alfonso Obregón 46, 2:1 Franklin Salas 78k, 3:1 Joffre Guerrón 84                                                        |
| 08.03 River Plate – Caracas FC 0:1 (0:1) - 0:1 Iván José Velásquez 10 |
| 15.03 LDU Quito – River Plate 1:1 (1:0) - 1:0 Enrique Vera 15, 1:1 Ernesto Farías 54 |
| 20.03 Caracas FC – CSD Colo-Colo 0:4 (0:2) - 0:1 Alexis Sánchez 20, 0:2 Edison Giménez 26, 0:3 Alexis Sánchez 58, 0:4 Alexis Sánchez 88 - mecz rozegrany został w Kolumbii, w mieście Cúcuta    |
| 29.03 River Plate – LDU Quito 0:0 |
| 30.03 CSD Colo-Colo – Caracas FC 2:1 (1:0) - 1:0 Gonzalo Fierro 43, 1:1 César Eduardo González 67, 2:1 Humberto Suazo 90+2k                                                                     |
| 03.04 CSD Colo-Colo – LDU Quito 4:0 (0:0) - 1:0 Gonzalo Fierro 50k, 2:0 Humberto Suazo 65, 3:0 Gonzalo Fierro 73, 4:0 Rodrigo Millar 79                                                         |
| 05.04 Caracas FC – River Plate 3:1 (3:1) - 1:0 José Manuel Rey 16, 1:1 Ernesto Farías 29, 2:1 Habynson Escobar 32, 3:1 Habynson Escobar 37 - mecz rozegrany został w Kolumbii, w mieście Cúcuta |
| 25.04 LDU Quito – Caracas FC 3:1 (2:0) - 1:0 Walter Ayoví 22, 2:0 Patricio Urrutia 39, 3:0 Joffre Guerrón 56, 3:1 César Eduardo González 62                                                     |
| 25.04 River Plate – CSD Colo-Colo 1:0 (0:0) - 1:0 Diego Alberto Galván 62 |

| Klub          | Mecze | Zw | Rem | Por | Pkt | BrZd | BrStr |
| ------------- | ----- | -- | --- | --- | --- | ---- | ----- |
| CSD Colo-Colo | 6     | 3  | 0   | 3   | 9   | 12   | 7     |
| Caracas FC    | 6     | 3  | 0   | 3   | 9   | 7    | 10    |
| LDU Quito     | 6     | 2  | 2   | 2   | 8   | 7    | 8     |
| River Plate   | 6     | 2  | 2   | 2   | 8   | 5    | 6     |

### Grupa 7
| 14.02 Club Bolívar – Boca Juniors 0:0 |
| 21.02 Club Cienciano – Deportivo Toluca 1:2 (1:0) - 1:0 Juan Francisco Hernández Díaz 37, 1:1 Diego de la Torre 71, 1:2 Moisés Velasco 87 |
| 27.02 Deportivo Toluca – Club Bolívar 1:2 (1:0) - 1:0 Paulo da Silva 2, 1:1 Gabriel Alejandro Viglianti 55, 1:2 Luis Hernán Sillero 59 |
| 01.03 Boca Juniors – Club Cienciano 1:0 (0:0) - 1:0 Hugo Ibarra 80 mecz rozegrano na stadionie klubu San Lorenzo de Almagro |
| 08.03 Club Cienciano – Club Bolívar 5:1 (0:1) - 0:1 Adalberto Cuéllar 16, 1:1 Miguel Ángel Mostto 63, 2:1 Juan Carlos Mariño 69k, 3:1 Miguel Ángel Mostto 79, 4:1 Juan Carlos Mariño 82, 5:1 Jaime Alfonso Ruiz 88                                                               |
| 14.03 Deportivo Toluca – Boca Juniors 2:0 (1:0) - 1:0 Sergio Amaury Ponce 7, 2:0 Vicente Sánchez 57 |
| 22.03 Boca Juniors – Deportivo Toluca 3:0 (2:0) - 1:0 Jonathan Maidana 15, 2:0 Juan Román Riquelme 23, 3:0 Mauro Boselli 82 - mecz rozegrany został na stadionie klubu CA Vélez Sarsfield                                                                                        |
| 28.03 Club Bolívar – Club Cienciano 2:3 (1:1) - 1:0 Thiago Leitão 12, 1:1 Juan Carlos Mariño 33, 1:2 Juan Diego Gonzáles-Vigil 63, 2:2 Thiago Leitão 66, 2:3 Julio Edson Uribe 81k                                                                                               |
| 04.04 Club Cienciano – Boca Juniors 3:0 (0:0) - 1:0 Juan Diego Gonzáles-Vigil 48, 2:0 Miguel Ángel Mostto 79, 3:0 Miguel Ángel Torres 91 |
| 12.04 Club Bolívar – Deportivo Toluca 0:2 (0:1) - 0:1 Sergio Amaury Ponce 14, 0:2 Vicente Sánchez 89 |
| 26.04 Deportivo Toluca – Club Cienciano 3:0 (1:0) - 1:0 Carlos Adrián Morales 32k, 2:0 Carlos Adrián Morales 48, 3:0 Vicente Sánchez 69 |
| 26.04 Boca Juniors – Club Bolívar 7:0 (3:0) - 1:0 Rodrigo Palacio 32, 2:0 Martín Palermo 38k, 3:0 Rodrigo Palacio 45, 4:0 Carlos Hugo Tordoya 52s, 5:0 Jesús Dátolo 58, 6:0 Bruno Marioni 64, 7:0 Bruno Marioni 85 - mecz rozegrany został na stadionie klubu CA Vélez Sarsfield |

| Klub             | Mecze | Zw | Rem | Por | Pkt | BrZd | BrStr |
| ---------------- | ----- | -- | --- | --- | --- | ---- | ----- |
| Deportivo Toluca | 6     | 4  | 0   | 2   | 12  | 10   | 6     |
| Boca Juniors     | 6     | 3  | 1   | 2   | 10  | 11   | 5     |
| Club Cienciano   | 6     | 3  | 0   | 3   | 9   | 12   | 9     |
| Club Bolívar     | 6     | 1  | 1   | 4   | 4   | 5    | 18    |

### Grupa 8
| 13.02 Defensor Sporting – Gimnasia y Esgrima La Plata 3:0 (1:0) - 1:0 Sebastián Ariosa 36, 2:0 Carlos María Morales 63, 3:0 Maxi Pereira 72                                                                  |
| 21.02 Deportivo Pasto – Santos FC 0:1 (0:0) - 0:1 Claudio Maldonado 61 |
| 01.03 Santos FC – Defensor Sporting 1:0 (0:0) - 1:0 Zé Roberto 48 |
| 06.03 Gimnasia y Esgrima La Plata – Deportivo Pasto 3:2 (1:1) - 0:1 Carlos Andrés Rodas 10, 1:1 Sergio William Leal 30, 2:1 Antonio Pacheco D’Agosti 49, 2:2 Luis Omar Valencia 71, 3:2 Antonio Piergüidi 88 |
| 14.03 Santos FC – Gimnasia y Esgrima La Plata 3:0 (1:0) - 1:0 Germán Basualdo 7s, 2:0 Cléber Santana 51, 3:0 Zé Roberto 71                                                                                   |
| 15.03 Deportivo Pasto – Defensor Sporting 1:2 (0:1) - 1:0 Carlos Andrés Rodas 26, 1:1 Williams Guillermo Martínez 86, 1:2 Diego de Souza Carballo 90+1                                                       |
| 22.03 Gimnasia y Esgrima La Plata – Santos FC 1:2 (0:1) - 0:1 Marcos Aurélio 3, 1:1 Sergio William Leal 88, 1:2 Zé Roberto 90                                                                                |
| 28.03 Defensor Sporting – Deportivo Pasto 3:0 (2:0) - 1:0 Ignacio Ithurralde 16, 2:0 Carlos Adrián Morales 26k, 3:0 Danilo Javier Peinado 90+3                                                               |
| 05.04 Defensor Sporting – Santos FC 0:2 (0:0) - 0:1 Marcos Aurélio 68, 0:2 Rodrigo Tabata 84 |
| 05.04 Deportivo Pasto – Gimnasia y Esgrima La Plata 0:2 (0:1) - 0:1 Antonio Pacheco D’Agosti 15, 0:2 Sergio William Leal 75                                                                                  |
| 19.04 Gimnasia y Esgrima La Plata – Defensor Sporting 3:0 (2:0) - 1:0 Luciano Félix Leguizamón 24, 2:0 Ignacio Ithurralde 44s, 3:0 Luciano Félix Leguizamón 72                                               |
| 19.04 Santos FC – Deportivo Pasto 3:0 (2:0) - 1:0 Carlinhos 7, 2:0 Pedrinho 45, 3:0 Rodrigo Tiuí 84 |

| Klub                        | Mecze | Zw | Rem | Por | Pkt | BrZd | BrStr |
| --------------------------- | ----- | -- | --- | --- | --- | ---- | ----- |
| Santos FC                   | 6     | 6  | 0   | 0   | 18  | 12   | 1     |
| Defensor Sporting           | 6     | 3  | 0   | 3   | 9   | 8    | 7     |
| Gimnasia y Esgrima La Plata | 6     | 3  | 0   | 3   | 9   | 9    | 10    |
| Deportivo Pasto             | 6     | 0  | 0   | 6   | 0   | 3    | 14    |

## 1/8 finału
| Club América – CSD Colo-Colo 3:0 i 1:2 - 02.05 1:0 Salvador Cabañas 25, 2:0 Santiago Fernández 30, 3:0 Ricardo Francisco Rojas 52 - 08.05 0:1 José Antonio Castro 70s, 1:1 Carlos Infante 86, 1:2 Humberto Suazo 88                                             |
| São Paulo FC – Grêmio Porto Alegre 1:0 i 0:2 - 02.05 1:0 Miranda 58 - 09.05 0:1 Tcheco 18, 0:2 Diego Souza 76 |
| Defensor Sporting – CR Flamengo 3:0 i 0:2 - 02.05 1:0 Álvaro Damian Navarro 5k, 2:0 Álvaro González 48, 3:0 Álvaro Damian Navarro 75 - 09.05 0:1 Renato Abreu 36, 0:2 Renato Abreu 48                                                                           |
| Boca Juniors – CA Vélez Sarsfield 3:0 i 1:3 - 02.05 1:0 Juan Román Riquelme 9, 2:0 Martín Palermo 61, 3:0 Clemente Rodríguez 88 - 09.05 0:1 Mauro Zárate 14, 1:1 Juan Román Riquelme 32, 1:2 Mauro Zárate 36, 1:3 Ramón Darío Ocampo 79                         |
| Caracas FC – Santos FC 2:2 i 2:3 - 02.05 0:1 Zé Roberto 16, 1:1 Iván José Velásquez 55, 1:2 Kléber 64, 2:2 Leonel Vielma 86 - 10.05 1:0 José Manuel Rey 22, 2:0 Wilson Alberto Carpintero 31, 2:1 Adaílton 34, 2:2 Zé Roberto 40, 2:3 Zé Roberto 66             |
| Cúcuta Deportivo – Deportivo Toluca 5:1 i 0:2 - 03.05 0:1 Vicente Sánchez 1, 1:1 Juan Manuel Martínez 33, 2:1 Charles Castro 34, 3:1 Juan Manuel Martínez 42, 4:1 Juan Manuel Martínez 45, 5:1 Alex Del Castillo 89 - 08.05 0:1 Sinha 21, 0:2 Ignacio Scocco 90 |
| Paraná Clube – Club Libertad 1:2 i 1:1 - 03.05 1:0 Josiel 51, 1:1 Vladimir Marín 71, 1:2 Deivis Barone 89 - 10.05 0:1 Roberto Carlos Gamarra 12, 1:1 Joélson 85                                                                                                 |
| Club Nacional de Football – Necaxa Aguascalientes 3:2 i 1:0 - 03.05 1:0 Diego Vera 7, 1:1 Kléber Pereira 10, 2:1 Diego Godín 23, 2:2 Diego Godín 53s, 3:2 Jorge Andrés Martínez 55 - 10.05 1:0 Jorge Andrés Martínez 88 - drugi mecz rozegrany został w Meksyku |

## 1/4 finału
| Cúcuta Deportivo – Club Nacional de Football 2:0 i 2:2 - 15.05 1:0 Macnelly Torres 74, 2:0 Blas Pérez 88 - 22.05 0:1 Gonzalo Castro 12, 1:1 Rubén Darío Bustos 22, 1:2 Diego Vera 85, 2:2 Lionard Pajoy 90+1 |
| Club América – Santos FC 0:0 i 1:2 - 16.05 0:0 - 23.05 1:0 Daniel Bilos 32, 1:1 Jonas 64, 1:2 Rodrigo Souto 71                                                                                               |
| Defensor Sporting – Grêmio Porto Alegre 2:0 i 0:2, karne 2:4 - 16.05 1:0 Gonzalo Sorondo 1, 2:0 Williams Guillermo Martínez 43 - 23.05 0:1 Tcheco 23, 0:2 Teco 45                                            |
| Boca Juniors – Club Libertad 1:1 i 2:0 - 17.05 0:1 Osvaldo Martínez 82, 1:1 Martín Palermo 90+1 - 24.05 1:0 Juan Román Riquelme 62, 2:0 Rodrigo Palacio 72                                                   |

## 1/2 finału
| Grêmio Porto Alegre – Santos FC 2:0 i 1:3 - 30.05 1:0 Tcheco 34k, 2:0 Carlos Eduardo 38 - 06.06 1:0 Diego Souza 24, 1:1 Renatinho 45+2, 1:2 Renatinho 61, 1:3 Zé Roberto 77                                                   |
| Cúcuta Deportivo – Boca Juniors 3:1 i 0:3 - 31.05 0:1 Pablo Ledesma 28, 1:1 Blas Pérez 39, 2:1 Blas Pérez 64, 3:1 Rubén Darío Bustos 83 - 07.06 0:1 Juan Román Riquelme 43, 0:2 Martín Palermo 55, 0:3 Sebastián Battaglia 89 |

## Finał
| Boca Juniors – Grêmio Porto Alegre 3:0 i 2:0 |
| 13.06 2007 Buenos Aires La Bombonera (39 993) Boca Juniors – Grêmio Porto Alegre 3:0 (1:0) Sędzia: Jorge Larrionda (Urugwaj) Bramki: 1:0 Rodrigo Palacio 18, 2:0 Juan Román Riquelme 73, 3:0 Patrício 89s Żółte kartki: Hugo Ibarra, Éver Banega, Juan Román Riquelme, Neri Cardozo / Patrício, Sandro Goiano Czerwone kartki: – / Sandro Goiano 58 Club Atlético Boca Juniors: Mauricio Ariel Caranta – Hugo Ibarra, Daniel Díaz, Claudio Morel Rodríguez, Clemente Rodríguez, Pablo Ledesma, Éver Banega (81 Sebastián Battaglia), Neri Cardozo (67 Jesús Dátolo), Juan Román Riquelme, Rodrigo Palacio, Martín Palermo. Trener: Miguel Ángel Russo. Grêmio Foot-Ball Porto Alegrense: Sebastián Saja – Patrício, William, Teco, Lúcio, Sandro Goiano, Diego Gavilán, Tcheco (80 Douglas), Diego Souza, Carlos Eduardo, Tuta (72 Lucas). Trener: Mano Menezes. |
| 20.06 2007 Porto Alegre Estádio Olímpico Monumental (55 000) Grêmio Porto Alegre – Boca Juniors 0:2 (0:0) Sędzia: Óscar Ruiz (Kolumbia) Bramki: Juan Román Riquelme 68, Juan Román Riquelme 80 Żółte kartki: Diego Souza, Lucas, Rolando Carlos Schiavi, Lúcio / Pablo Ledesma Grêmio Foot-Ball Porto Alegrense: Sebastián Saja – Patrício, William, Teco (35 Rolando Carlos Schiavi), Lúcio, Diego Gavilán, Diego Souza, Lucas, Tcheco (46 Márcio Amoroso), Tuta (70 Everton), Carlos Eduardo. Trener: Mano Menezes. Club Atlético Boca Juniors: Mauricio Ariel Caranta – Hugo Ibarra, Daniel Díaz, Claudio Morel Rodríguez, Clemente Rodríguez, Pablo Ledesma, Éver Banega (82 Sergio Daniel Órteman), Neri Cardozo (59 Sebastián Battaglia), Juan Román Riquelme, Rodrigo Palacio (87 Mauro Boselli), Martín Palermo. Trener: Miguel Ángel Russo.             |

## Klasyfikacja strzelców bramek
| Gole | Piłkarz               | Klub                      |
| ---- | --------------------- | ------------------------- |
| 10   | Salvador Cabañas      | Club América              |
| 8    | Blas Pérez            | Cúcuta Deportivo          |
| 8    | Juan Román Riquelme   | Boca Juniors              |
| 7    | Zé Roberto            | Santos FC                 |
| 5    | Renato Abreu          | CR Flamengo               |
| 5    | Humberto Suazo        | CSD Colo-Colo             |
| 4    | Damián Ariel Escudero | CA Vélez Sarsfield        |
| 4    | Juan Manuel Martínez  | Cúcuta Deportivo          |
| 4    | Carlos Monteiro       | Real Potosí               |
| 4    | Rodolfo Antonio Moya  | Audax Italiano            |
| 4    | Rodrigo Palacio       | Boca Juniors              |
| 4    | Martín Palermo        | Boca Juniors              |
| 4    | Kléber Pereira        | Necaxa Aguascalientes     |
| 4    | Juan Manuel Salgueiro | Necaxa Aguascalientes     |
| 4    | Vicente Sánchez       | Deportivo Toluca          |
| 4    | Diego Vera            | Club Nacional de Football |

## Klasyfikacja
Poniższa tabela ma charakter statystyczny. O kolejności decyduje na pierwszym miejscu osiągnięty etap rozgrywek, a dopiero potem dorobek bramkowo-punktowy. W przypadku klubów, które odpadły w rozgrywkach grupowych o kolejności decyduje najpierw miejsce w tabeli grupy, a dopiero potem liczba zdobytych punktów i bilans bramkowy.
| Poz                                                                       | Klub                        | Mecze | Zw | Rem | Por | Pkt | BrZd | BrStr |
| ------------------------------------------------------------------------- | --------------------------- | ----- | -- | --- | --- | --- | ---- | ----- |
| 1                                                                         | Boca Juniors                | 14    | 8  | 2   | 4   | 26  | 27   | 12    |
| 2                                                                         | Grêmio Porto Alegre         | 14    | 6  | 1   | 7   | 19  | 11   | 15    |
| 3                                                                         | Santos FC                   | 14    | 11 | 2   | 1   | 35  | 28   | 9     |
| 4                                                                         | Cúcuta Deportivo            | 12    | 5  | 4   | 3   | 19  | 21   | 16    |
| 5                                                                         | Club América                | 12    | 6  | 1   | 5   | 19  | 23   | 16    |
| 6                                                                         | Club Libertad               | 10    | 5  | 3   | 2   | 18  | 13   | 9     |
| 7                                                                         | Club Nacional de Football   | 10    | 5  | 2   | 3   | 17  | 15   | 11    |
| 8                                                                         | Defensor Sporting           | 10    | 5  | 0   | 5   | 15  | 13   | 11    |
| 9                                                                         | CA Vélez Sarsfield          | 10    | 6  | 2   | 2   | 20  | 14   | 8     |
| 10                                                                        | CR Flamengo                 | 8     | 6  | 1   | 1   | 19  | 12   | 7     |
| 11                                                                        | Deportivo Toluca            | 8     | 5  | 0   | 3   | 15  | 13   | 11    |
| 12                                                                        | São Paulo FC                | 8     | 4  | 2   | 2   | 14  | 12   | 6     |
| 13                                                                        | Paraná Clube                | 10    | 4  | 2   | 4   | 14  | 14   | 12    |
| 14                                                                        | CSD Colo-Colo               | 8     | 4  | 0   | 4   | 12  | 14   | 11    |
| 15                                                                        | Necaxa Aguascalientes       | 8     | 4  | 0   | 4   | 12  | 11   | 11    |
| 16                                                                        | Caracas FC                  | 8     | 3  | 1   | 4   | 10  | 11   | 15    |
| 17                                                                        | Deportes Tolima             | 8     | 4  | 1   | 3   | 13  | 9    | 7     |
| 18                                                                        | LDU Quito                   | 8     | 3  | 3   | 2   | 12  | 11   | 9     |
| 19                                                                        | Audax Italiano              | 6     | 3  | 2   | 1   | 11  | 8    | 6     |
| 20                                                                        | Internacional Porto Alegre  | 6     | 3  | 1   | 2   | 10  | 7    | 7     |
| 21                                                                        | Club Cienciano              | 6     | 3  | 0   | 3   | 9   | 12   | 9     |
| 22                                                                        | CA Banfield                 | 6     | 3  | 0   | 3   | 9   | 8    | 8     |
| 23                                                                        | Gimnasia y Esgrima La Plata | 6     | 3  | 0   | 3   | 9   | 9    | 10    |
| 24                                                                        | Real Potosí                 | 6     | 1  | 3   | 2   | 6   | 8    | 9     |
| 25                                                                        | River Plate                 | 6     | 2  | 2   | 2   | 8   | 5    | 6     |
| 26                                                                        | Cerro Porteño               | 6     | 2  | 1   | 3   | 7   | 4    | 5     |
| 27                                                                        | Club Bolívar                | 6     | 1  | 1   | 4   | 4   | 5    | 18    |
| 28                                                                        | CS Emelec                   | 6     | 1  | 0   | 5   | 3   | 3    | 10    |
| 29                                                                        | UA Maracaibo                | 6     | 0  | 2   | 4   | 2   | 8    | 14    |
| 30                                                                        | CD El Nacional              | 6     | 0  | 1   | 5   | 1   | 4    | 11    |
| 31                                                                        | Deportivo Pasto             | 6     | 0  | 0   | 6   | 0   | 3    | 14    |
| 32                                                                        | Alianza Lima                | 6     | 0  | 0   | 6   | 0   | 2    | 13    |
| 33                                                                        | Club Sporting Cristal       | 2     | 1  | 0   | 1   | 3   | 2    | 6     |
| 34                                                                        | CD Cobreloa                 | 2     | 0  | 1   | 1   | 1   | 1    | 3     |
| 35                                                                        | Tacuary FC                  | 2     | 0  | 1   | 1   | 1   | 1    | 4     |
| 36                                                                        | Táchira San Cristóbal       | 2     | 0  | 0   | 2   | 0   | 1    | 4     |
| 37                                                                        | Danubio FC                  | 2     | 0  | 0   | 2   | 0   | 1    | 5     |
| 38                                                                        | Club Blooming               | 2     | 0  | 0   | 2   | 0   | 0    | 6     |
| Podsumowanie: 138 meczów, w tym 21 remisów, 364 bramki – 2,64 bramki/mecz |                             |       |    |     |     |     |      |       |